# Берс (Фрисландія)
Берс (нід. Beers, фриз. Bears) — село в нідерландській провінції Фрисландія. Входить до муніципалітету Леуварден.
Його площа становить 2,46км², а населення станом на 2021 рік складало 135 осіб.
Перша згадка про населений пункт датується 1305 роком. Його тогочасна назва Beerse буквально перекладається як «огороджені мисливські угіддя».

## Галерея

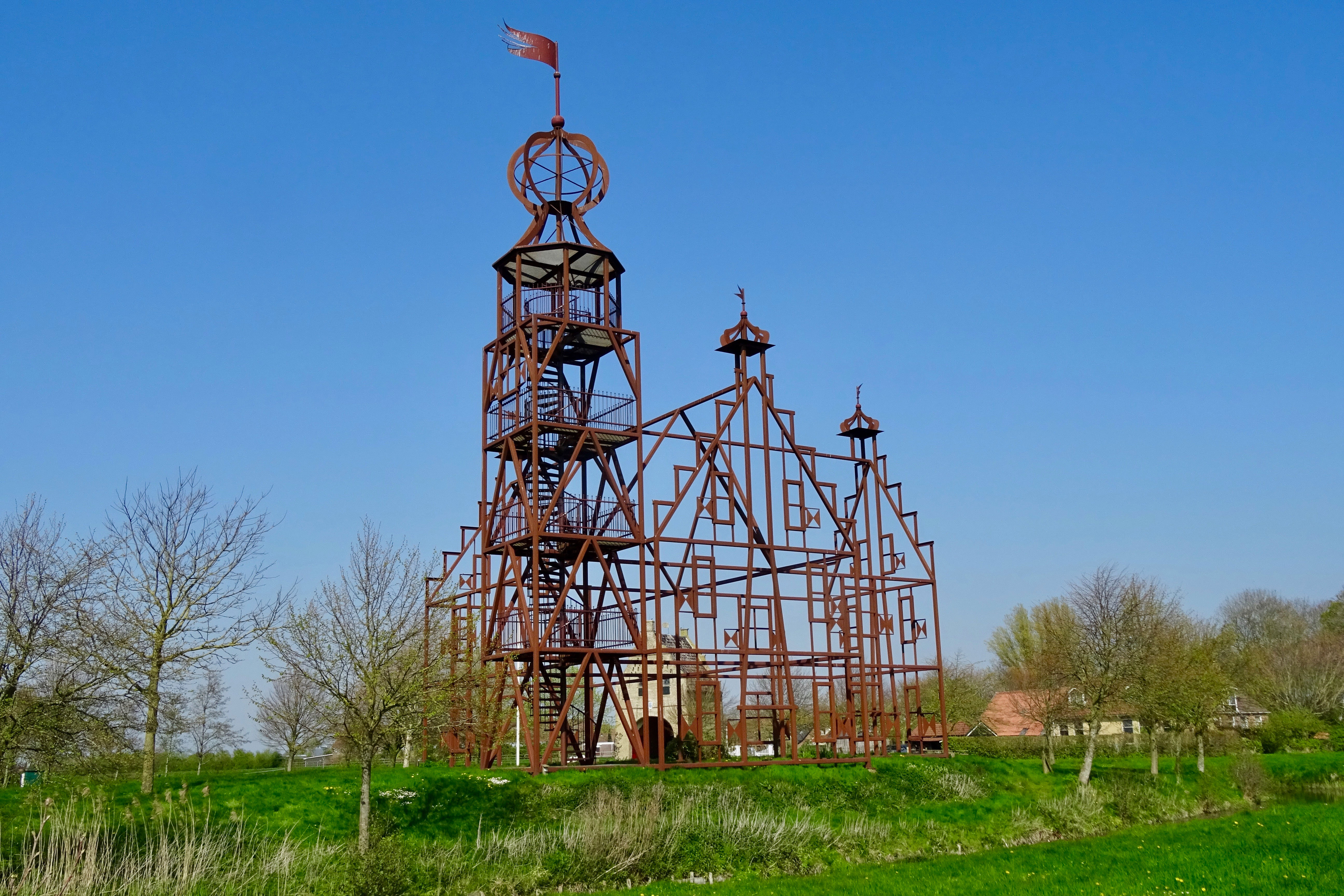
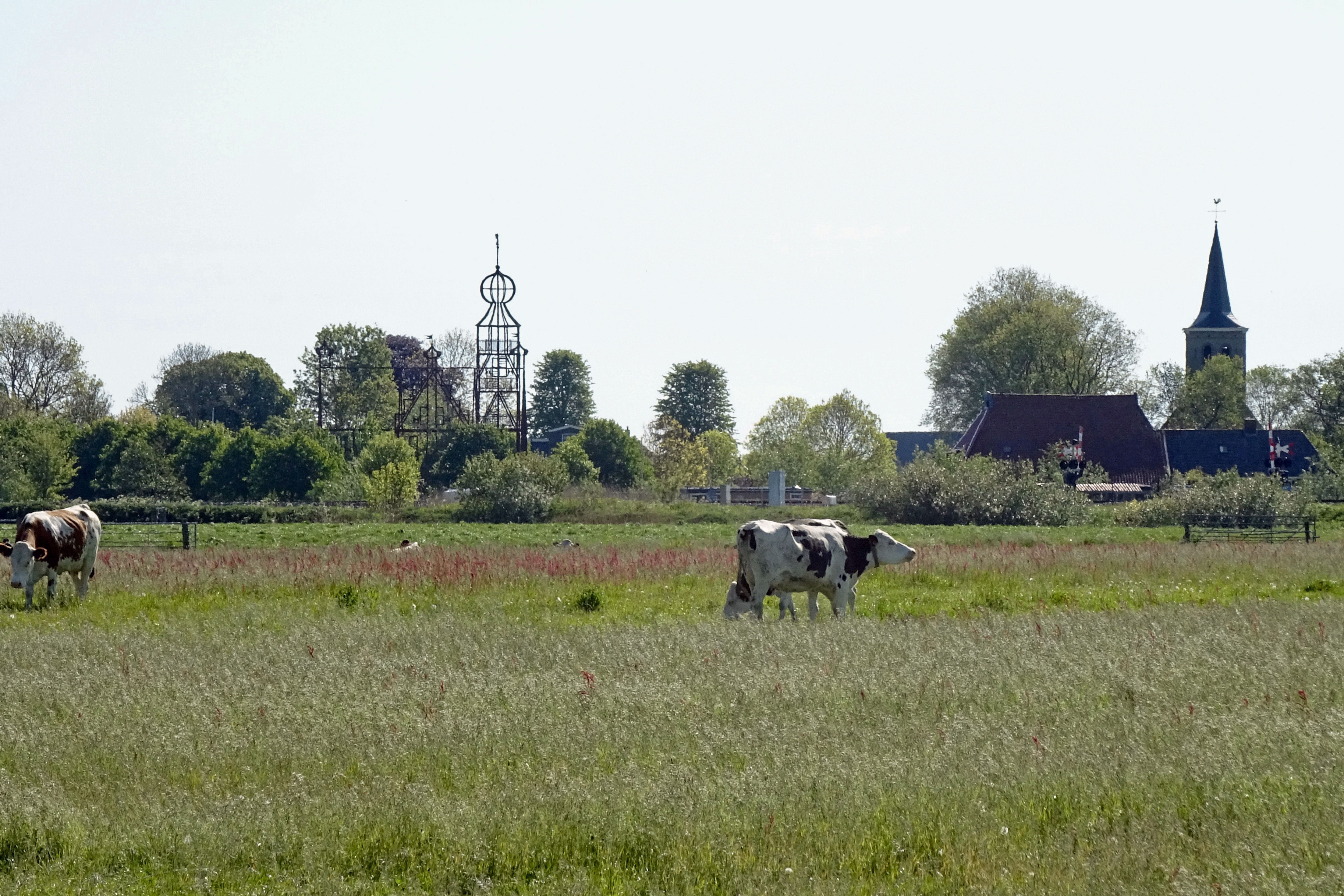
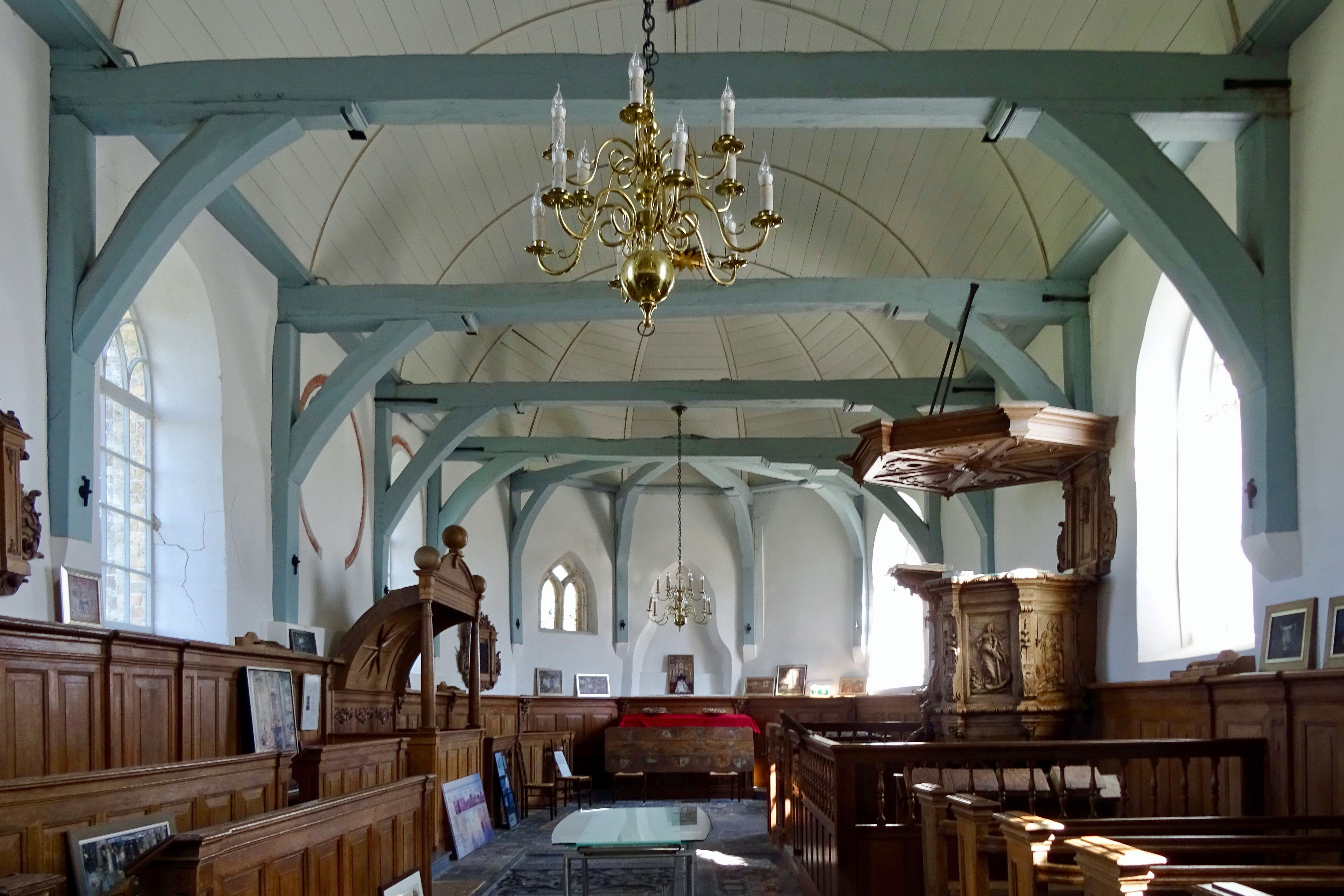
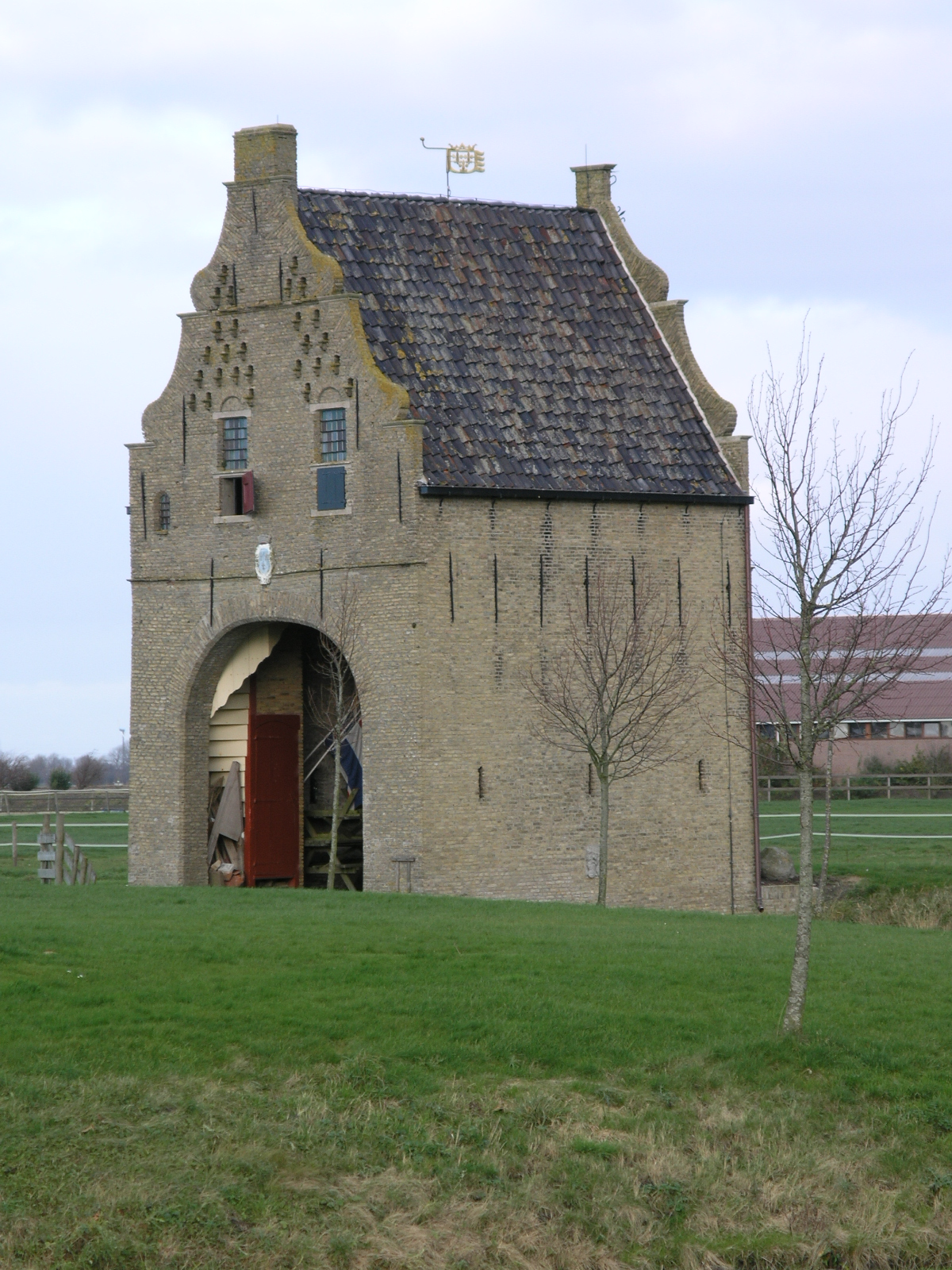